# 森野将彦
森野 将彦（もりの まさひこ、1978年7月28日 - ）は、神奈川県横浜市保土ケ谷区出身の元プロ野球選手（内野手・外野手）、野球解説者、野球評論家、コーチ。右投左打。
現役時代は中日ドラゴンズで主軸打者として活躍し、引退後は2018年 - 2019年に打撃コーチを務めた。その後、2022年から再び中日の打撃コーチを務める。

## 経歴

### プロ入り前
横浜市立川島小学校・横浜市立西谷中学校出身。子供のころは地元・横浜に本拠地を置く横浜大洋ホエールズのファンで、「横浜大洋ホエールズ友の会」に加入し、父とよく横浜スタジアムに足を運んでいた。
小学校2年生の時に少年野球チーム「川島イーグルス」で野球を始め、西谷中時代は神奈川のリトルシニアで1番の名門である中本牧リトルシニアに所属。2学年下には小池正晃、小山良男が在籍していた。東海大相模高校では1年生時（1994年）よりレギュラーとして活躍し、2年生時（1995年）の春の選抜大会には「5番・三塁手」として出場したが、2回戦で敗退した。同年秋から遊撃手に転向。3年生時の1996年には主砲として、全国高等学校野球選手権神奈川大会準々決勝で横浜高校と対戦し、第2打席で本塁打を打ったが、松井光介に3四球の敬遠と勝負を避けられ、唯一相手が勝負にきた打席では本塁打を打ったもののチームは惜敗した。高校通算38本塁打。なお、中日ドラゴンズからドラフト3位で指名された同期である横浜高校の4番打者・幕田賢治はシニアリーグ時代から互いに打力を認めあった仲で、この試合後には自分の使っていた金属バットを「俺の分まで使ってくれ」と幕田に託し、幕田はそのバットでチームを甲子園出場に導いている。一方、森野はそれ以降、木製バットで練習を続けていた。
1996年のドラフト会議で中日ドラゴンズから2位指名を受け入団。ドラフト会議前は、玉野宏昌（神戸弘陵高校）と並ぶ高校生内野手の有望株として注目されており、中日以外に広島東洋カープも興味を示し、3位指名を検討していたという情報もあったが、本人は中日入りを志望していた。中日は九州共立大学の柴原洋（福岡ダイエーホークスを逆指名し、他球団から指名された場合はローソン入社を公言）を2位で強行指名することを検討していたが、結局は森野を2位指名した。担当スカウトは石井昭男。入団時には、「今年、山崎（武司）さんが本塁打王を取ったように、中日は打撃のチームという印象がある。そんなチームカラーが自分に合っていると思う」と語っており、チームの先輩である立浪和義のように、高卒ながら即戦力となることを目指していた。入団当初の背番号は56だったが、のちに7に変更された（詳細後述）。

### 中日時代

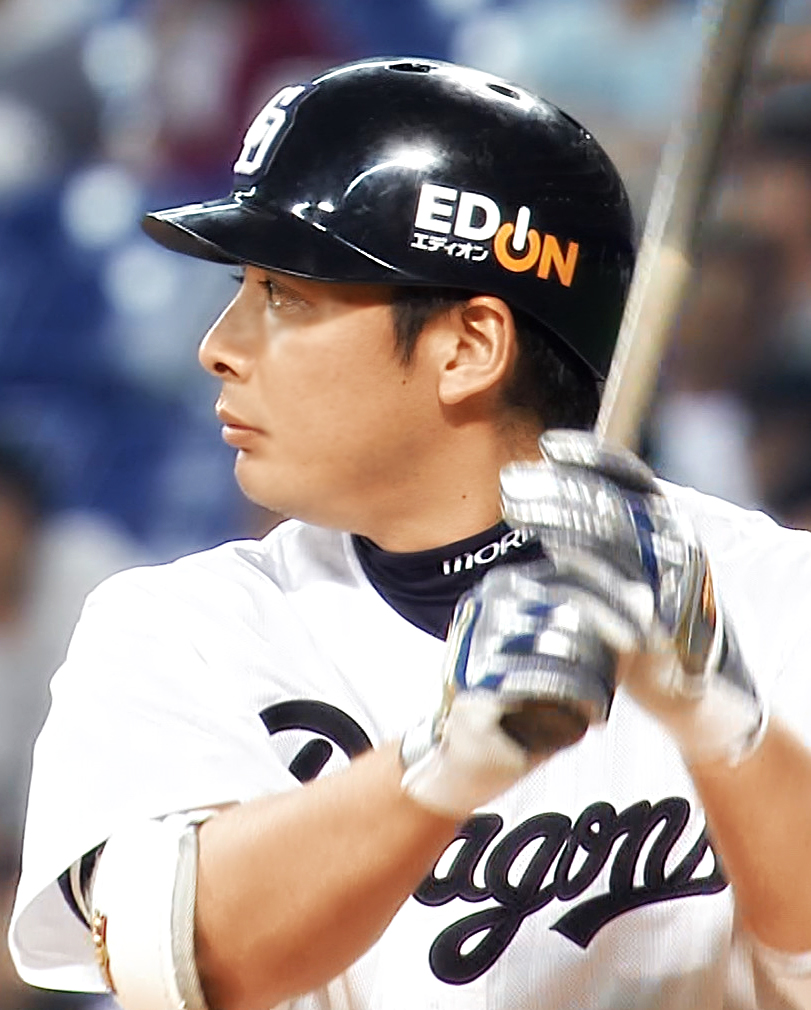
2014年9月12日 ナゴヤドーム

ルーキーイヤーの1997年8月29日、対ヤクルトスワローズ戦（ナゴヤドーム）で8番・遊撃手で初先発し、テリー・ブロスからプロ初安打となる初本塁打を放った（高卒新人本塁打は中日では立浪和義以来）。しかし、1998年・1999年は一軍試合出場はなく、二軍（ウエスタン・リーグ）での出場に留まった。なお、1999年途中に背番号が8に変更されている（詳細後述）。
2001年シーズン途中に、背番号を16に変更（詳細後述）。
2002年は4月29日に一軍昇格。5月3日の対ヤクルトスワローズ戦（明治神宮野球場）でケビン・ホッジスからシーズン1号本塁打を放つと、同月だけで4本塁打を記録した。この年は大幅に出場機会が増え、自己最多の84試合に出場。打率.225、5本塁打、14打点の成績だった。10月5日の対横浜ベイスターズ戦（横浜スタジアム）ではプロ入り後初めて猛打賞を記録した。しかし、シーズン最終戦で死球を受け右手首を骨折した。オフの10月29日に650万円増の2000万円で契約更改。
2003年は4月30日の対広島東洋カープ戦（広島市民球場）で右肘痛の井端弘和に代わってシーズン初めて先発出場し、猛打賞を記録した。後半戦は一塁手として先発出場する機会が増え、前年を上回る89試合に出場。打率.271、6本塁打、33打点はいずれも前年を上回る成績だった。オフの12月4日に300万円増の2300万円で契約更改。
2004年、背番号を16から8に変更。同年は西武ライオンズとの日本シリーズにも先発出場を果たした。
2005年、春季キャンプでは井上一樹、大西崇之、英智らと左翼手の座を争った。この年は左翼手、または立浪和義に代わって三塁手として出場することで出場機会を増やした。
2006年、背番号を31に変更（31にした理由は掛布雅之に憧れていたため）。三塁手の座を立浪と争っていたが、3月25日のオープン戦、対ヤクルトスワローズ戦（ナゴヤドーム）で藤井秀悟から死球を受け右手小指を骨折。セ・パ交流戦中の5月18日に一軍に復帰し、故障の荒木雅博に代わり二塁手を担う。6月24日の対読売ジャイアンツ戦（ナゴヤドーム）では、2回に工藤公康からプロ入り初の満塁本塁打、延長11回には豊田清から自身初のサヨナラ安打を放ち活躍。荒木の復帰後、立浪から三塁手の座を奪う。一時打率3割、得点圏打率4割の活躍を見せて、初めて規定打席に到達。8月から打順は5番を任されることが多くなった。9月16日、山本昌がノーヒットノーランを達成した対阪神タイガース戦で、赤星憲広の三ゴロを失策。許した走者はこの1人だけだったために、完全試合を逃すプレーとなったが、試合後のインタビューで山本は「あのプレーがあったからこそ（ノーヒットノーランの）記録が達成できた」と発言している。
2007年は三塁手中村紀洋の加入に伴い、主に左翼手として出場。その後は荒木の戦線離脱もあり、前半戦は二塁手としても出場。監督推薦でオールスターゲームに初出場を果たすと、7月20日の第1戦で代打で武田久から本塁打を打ち、優秀選手賞に選ばれた。後半戦以降は福留孝介の離脱もあり、中堅手や右翼手としての出場も増え、打順は主に5番や3番を任された。この年はバッテリー以外の全ポジションを経験。2年連続で規定打席に到達し、更に自己最高の打率.294、18本塁打、97打点を記録。本塁打と打点は前年よりほぼ倍増し、打線の中軸としての役割に応えた。北海道日本ハムファイターズとの日本シリーズでも4打点を挙げて優秀選手賞に選ばれた。
2008年は左翼手和田一浩の加入により主に中堅手として出場。春季キャンプで左手甲を骨折したが、開幕戦に「7番・中堅手」として出場。打順は開幕当初は7番だったが、6番を経て3番に戻る。5月に左ふくらはぎ肉離れで戦線を離脱するも7月5日に復帰。8月、北京オリンピック野球日本代表に選出。北京五輪後は故障の井端弘和に代わり1番を、タイロン・ウッズが不調の際には4番を任され、この年は2番・8番・9番以外の打順を経験した。自身初の打率3割を記録。尚、シーズン446の規定打席に対して34打席不足しているが、北京五輪派遣特別措置で14試合（43打席）免除とされ130試合（403打席）で規定打席到達扱い。最終的にシーズンで412打席立ったので規定打席到達を認められた。
2009年は三塁手として開幕から3番を任されるが、開幕後の2か月間は打率.250にも届かない不調に陥る。6月に一軍登録日数が9年に達し、海外FA権を取得。6月からは打撃も復調し、8月7日の対横浜ベイスターズ戦では自身初となる1試合2本塁打・5安打を記録。8月27日にナゴヤドームで開催された対読売ジャイアンツ18回戦では、プロ入り13年目にして初の20本塁打を達成した。また、9月17日の対広島東洋カープ24回戦（MAZDA Zoom-Zoom スタジアム広島）では自身初、チームでは2007年のウッズ以来（日本人打者としては2006年の福留以来）となるシーズン100打点を達成。終盤は同僚のトニ・ブランコと打点王争いを繰り広げるも、最終的には1点差で2位に終わる。本塁打・打点は自身最多の成績を挙げた一方で、守備面では両リーグ最多の25失策と乱れた。
11月5日、この年限りで現役引退した立浪の背番号3の引継ぎを打診されたが、5年契約と長期の契約を結んだ契約更改の席上では前述の失策の多さ、ファンの多くが永久欠番になることを期待したことなどを理由として、時期尚早であると自ら保留。しかし31は既に中川裕貴が着けることを発表していたため、同じく引退した井上の9を引き継ぐ野本圭に代わり、30を着けることとなった。
2010年は一学年上の荒木雅博の後任として選手会長に就任。前年同様に開幕から3番打者を務め、春先は4割近い打率を残す絶好調ぶりを見せ、夏場のブランコの不振時には4番を任される試合もあった。一時調子を落とすことはあったがシーズンを通して大きな好不調の波はなく、前年に次いでの全試合出場を達成。本塁打・打点は前年に及ばなかったものの、打率は自己最高の.327、チームリーダーとして和田一浩と共に4年ぶりのリーグ優勝に大きく貢献。自身初となるベストナイン（三塁手部門）に選出された。この年辺りから試合終盤に三塁から守備固めで一塁に回ることが多くなった。高校の先輩でもある原辰徳の監督推薦によってオールスターゲームに二度目の出場も果たしている。
2011年は統一球の導入などの影響で打撃が不調に陥り、シーズン前半には6番や7番を打つ試合もあった。7月には自身初の月間MVPを獲得して復調の兆しを見せたものの、その後も調子が上がらず、特に対左投手ではほとんど打てず、規定打席に到達した2006年 - 2010年に比べると成績が下がり、走者がいる場面では送りバントをする場面が多々見受けられた。全試合出場も途切れた。それでもチーム最多の142試合に出場するなど選手会長としてチームを先導して球団史上初となる連覇に貢献し、同年で選手会長を退任した。
オフに3500万円減の年俸1億9000万円で契約更改。体重が増えすぎたということで、翌年の春季キャンプまでに減量をすることになった。
2012年5月30日のオリックス・バファローズ戦（ナゴヤドーム）で、延長10回裏に岸田護からプロ入り初となるサヨナラ本塁打を放った。本人曰く、「アマチュア時代を含めてもサヨナラ本塁打は打ったことがない」とのこと。シーズン中は山崎武司の打撃不振やブランコの離脱により4番を任せられることもあった。勝利打点はチーム1位、リーグトップクラスでありながら打率.249、6本塁打と完全復活とはならず、堂上直倫や高橋周平の起用によりスタメンを外れる日もしばしばあった。
2013年は新外国人選手のエクトル・ルナとマット・クラークの加入により、7年ぶりに開幕スタメンから外れる。荒木の打撃不振やクラークとの併用起用により、4月29日の対巨人戦では5年ぶりとなる二塁手としてスタメン出場した。7月はルナの登録抹消により三塁手を任された。さらに荒木の登録抹消により8月中旬以降は二塁手に定着し、9月は一塁手でのスタメンも含め全試合スタメンした。最終的に規定打席に到達し打率.286、16本塁打を記録し守備ではマルチな面を見せた。
11月4日、FA権を行使せず2年契約で残留することが決まった。なお、翌2014年からは入団1年目に着けていた背番号7に戻ることになった。
2014年はシーズンを通して一塁手として起用され打率.288、13本塁打、チームトップとなる86打点を記録した。特に山井大介が先発した試合では打率.357、2本塁打、25打点と活躍し、シーズン中は山井と2人で3度お立ち台に上がった。オフには自身初となるゴールデングラブ賞を受賞した。プロ入り18年目での同賞初受賞は、当時、史上最遅記録であった（2019年に内川聖一（福岡ソフトバンクホークス）が記録更新）。
2015年は開幕3戦目の対阪神タイガース戦（京セラドーム大阪）で初回に安打を放ったが、走者として走塁中に阪神タイガースの二塁手上本博紀の送球が右手を直撃するアクシデントに見舞われ右手親指を骨折し2か月以上離脱。復帰後も調子を取り戻せず、82試合で2001年以来14年ぶりの本塁打なし、10打点、打率.269という成績に終わった。オフの11月12日には名古屋市内の球団施設で契約更改交渉を行い、約3500万円減（約20％ダウン）の年俸約1億4000万円でサインした。それでもダウン幅は20％に留められ、西山和夫球団代表に「もっと下げてもいいですよ」と伝えたという。
2016年は春季キャンプから高橋周平との三塁手争いとなったが、オープン戦で28打数3安打で打率.107と極度の不振であったため、開幕は二軍スタートとなった。4月7日に同年初の一軍昇格を果たしたが、高橋周平の打撃が好調であったほか、一塁手には新外国人のダヤン・ビシエドがいたため出場機会に恵まれず、5月5日に登録を抹消された。その後は2か月近く二軍暮らしが続いたが、6月28日に昇格すると7月10日の対東京ヤクルトスワローズ戦（明治神宮野球場）では2年ぶりとなる本塁打を放った。後半戦はケガで離脱したビシエドに代わり一塁手に定着し、主力選手がケガや不振にあえぐ中で3番打者として低迷するチームを支えたが、前年よりさらに少ない68試合の出場に留まり、チームも自身のルーキーイヤーでもある1997年以来19年ぶりの最下位と沈んだ。
2017年は、2度に渡る右太もも裏の肉離れで一軍出場は8月までわずか21試合にとどまり、9月21日に球団を通して同年限りでの現役引退を発表した。引退試合となった9月24日、7回裏に代打で出場し、一ゴロをもって現役を退いた。

2017年9月24日 引退試合の様子
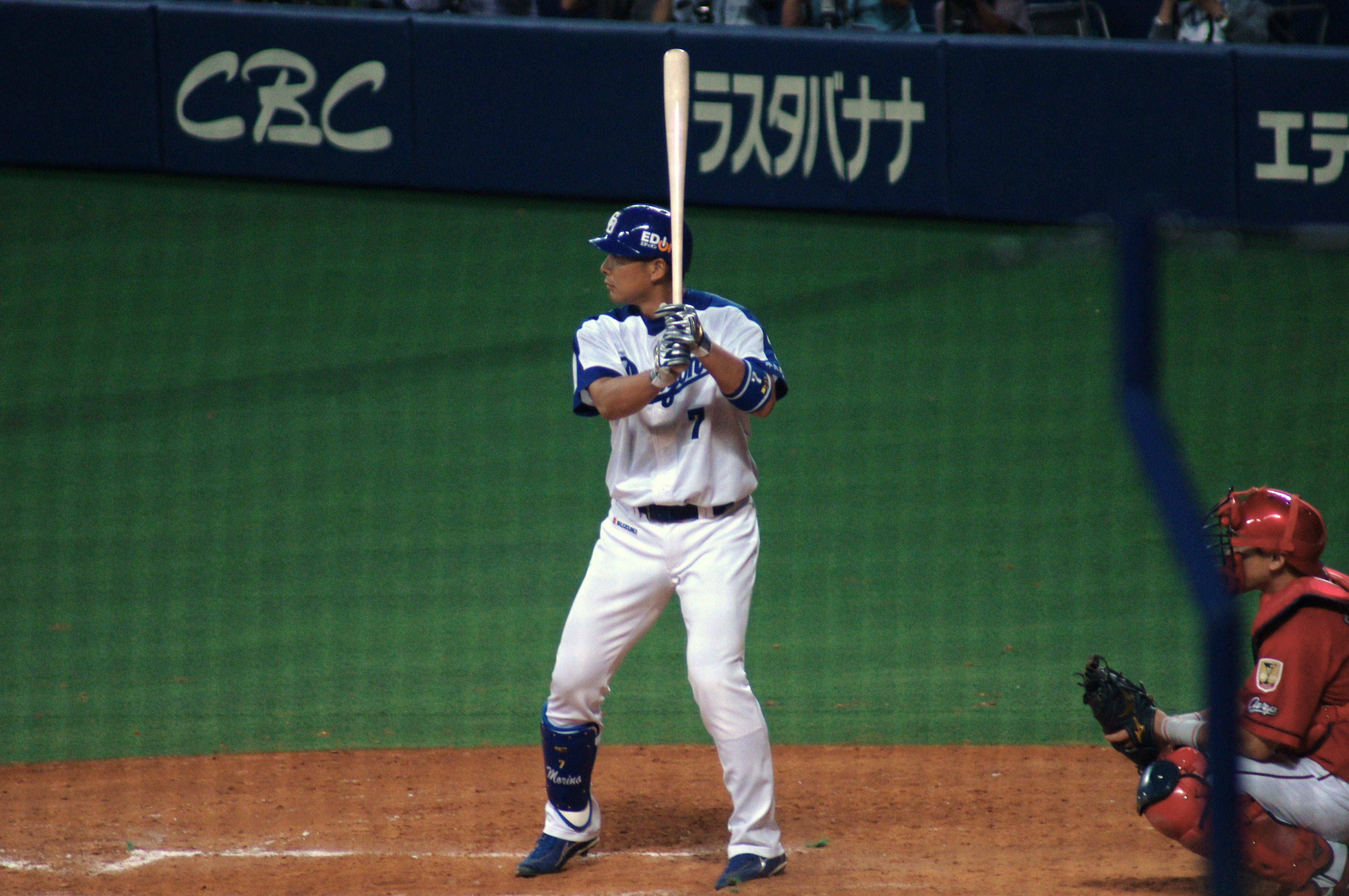
現役最終打席
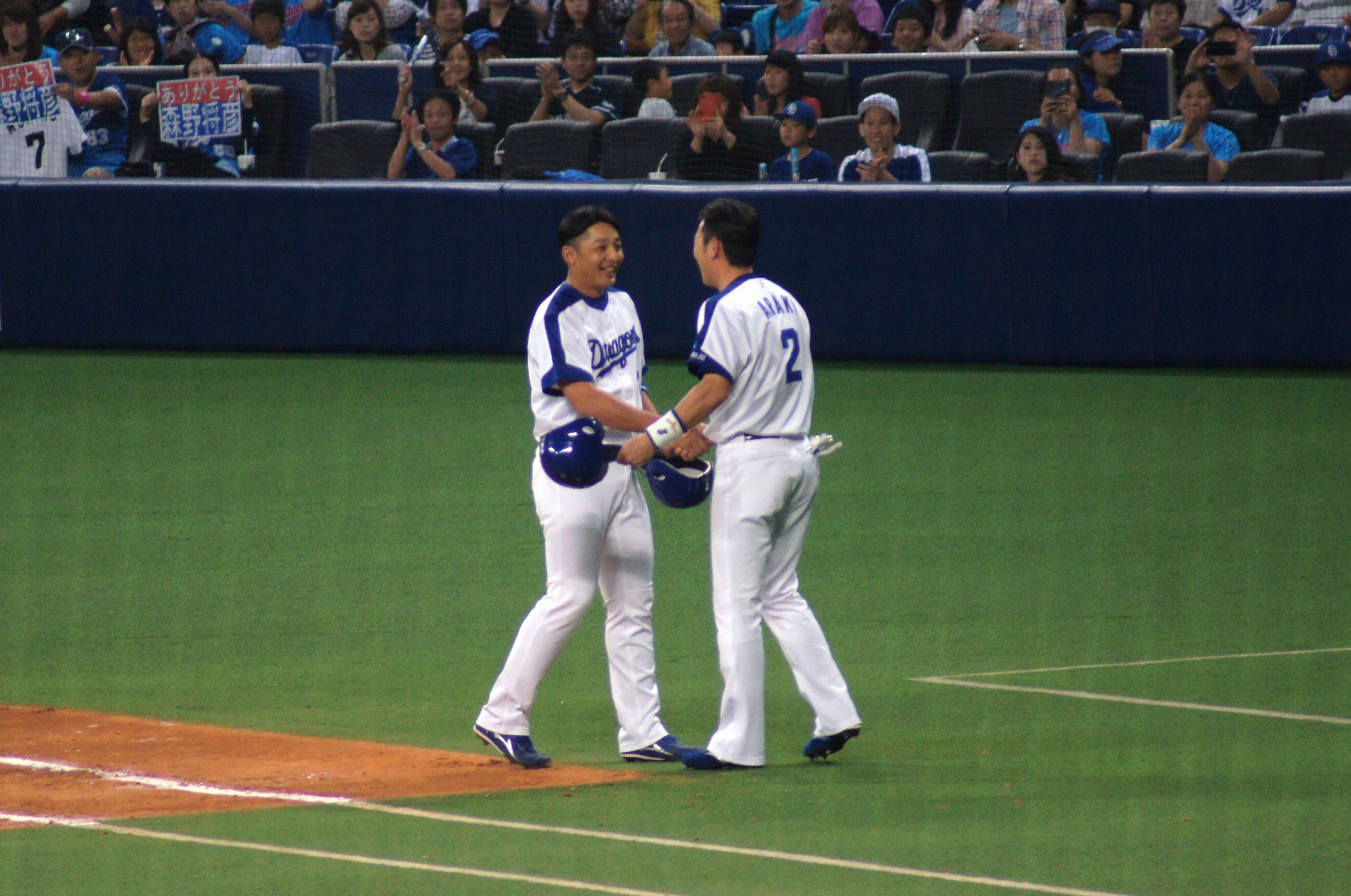
一塁ゴロに倒れた後、チームメイトの荒木雅博に出迎えられる
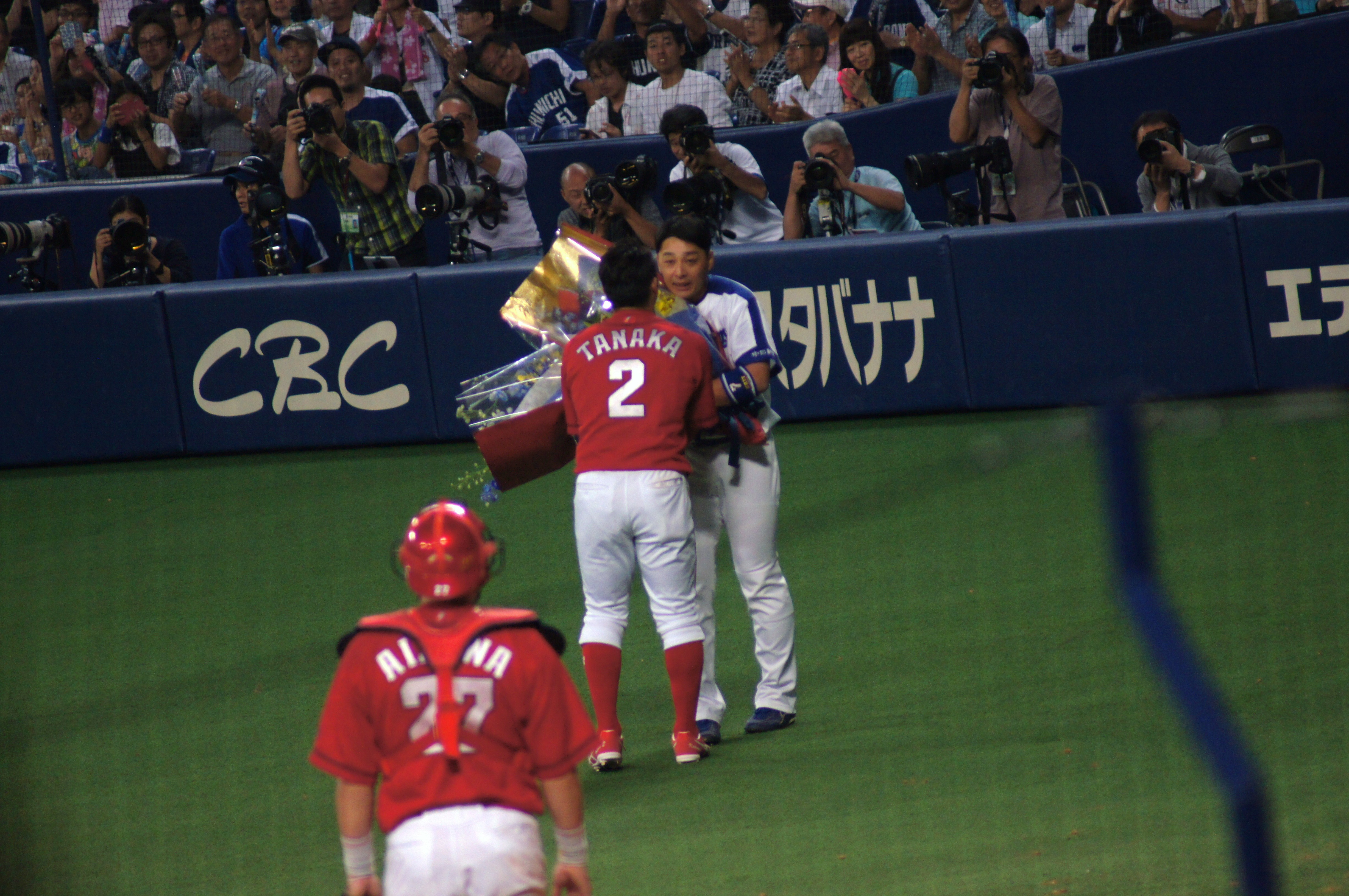
東海大相模の後輩であるカープの田中広輔から花束を受け取る
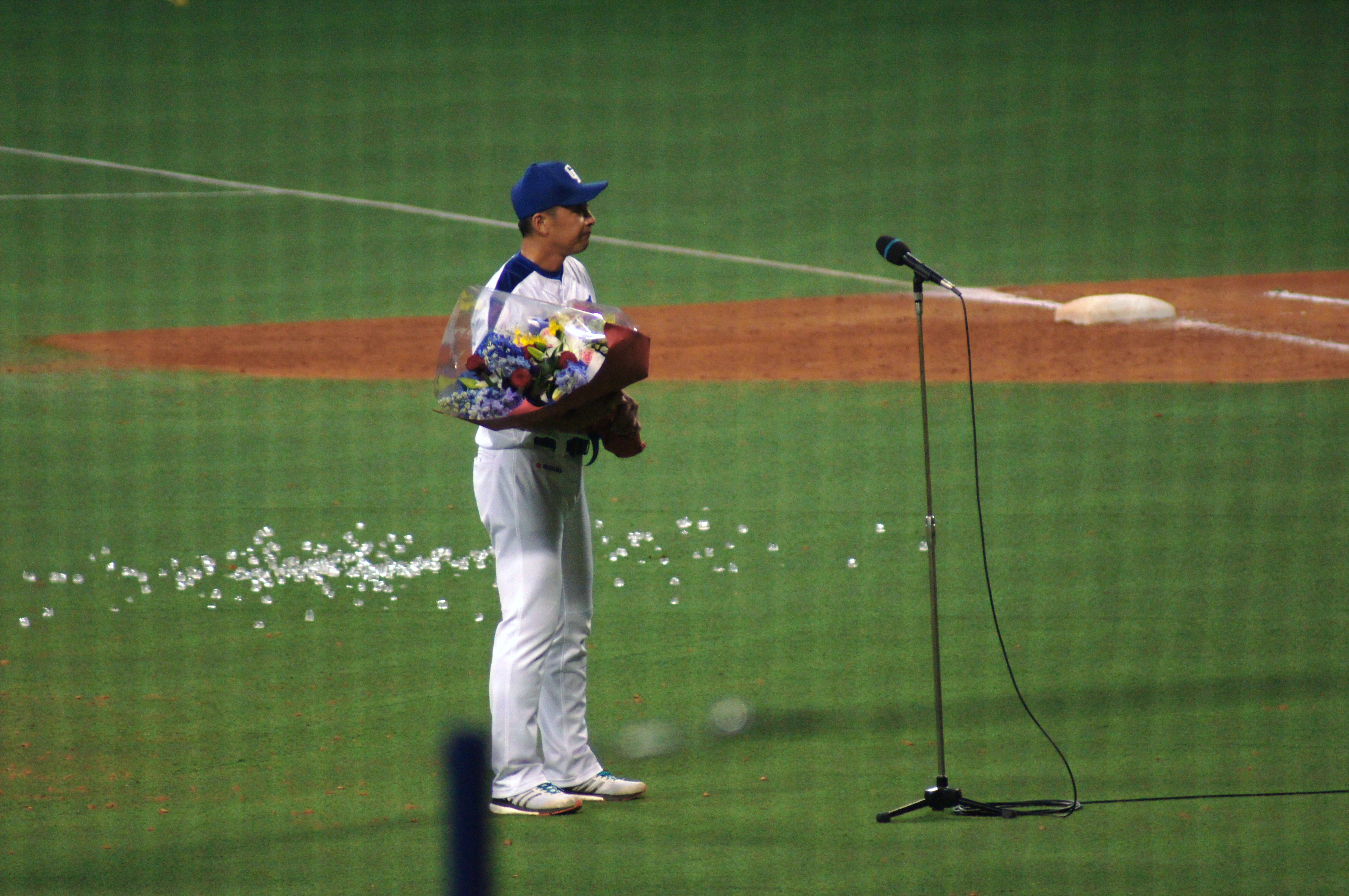
引退スピーチ
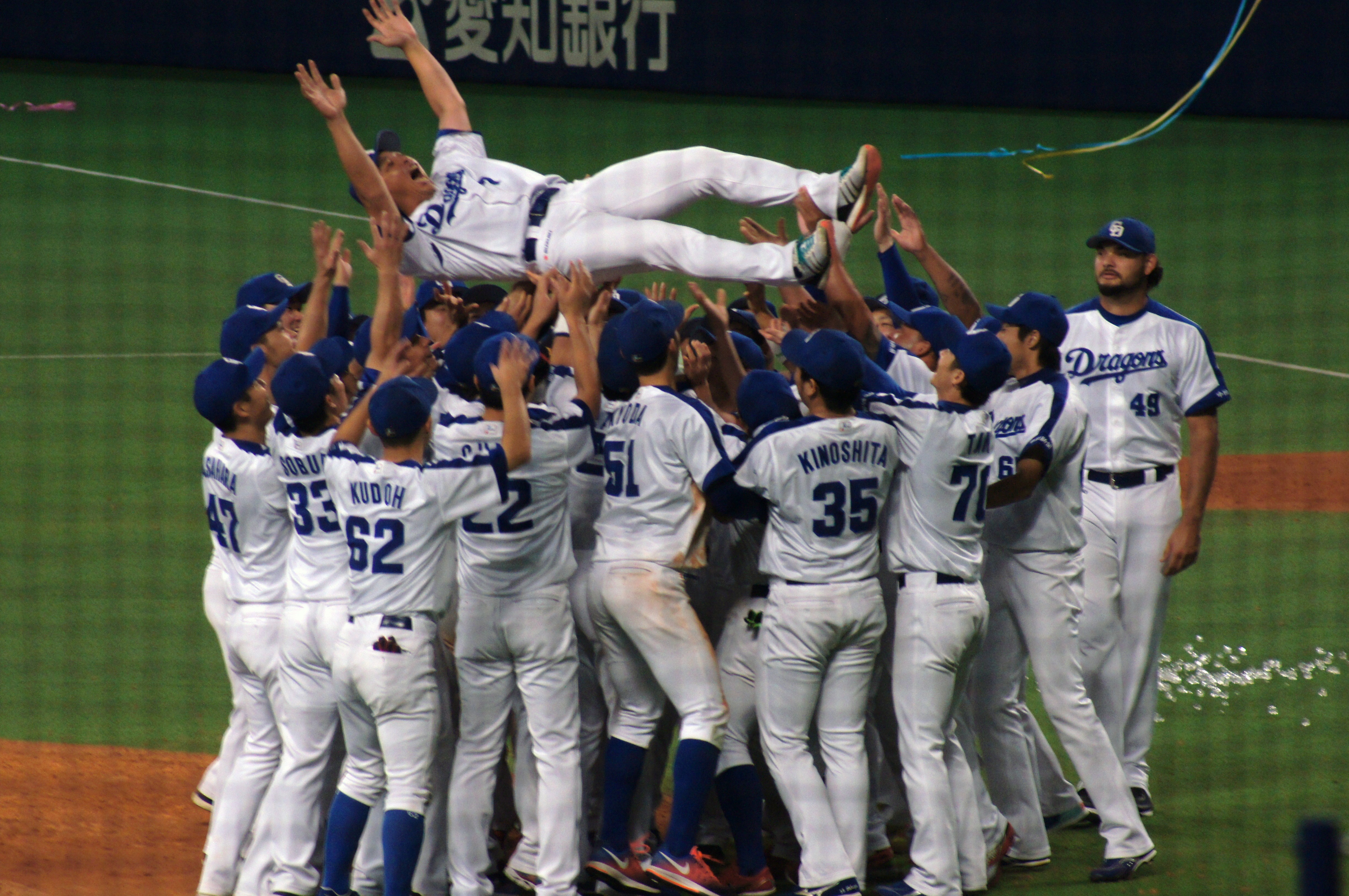
チームメイトからの胴上げ
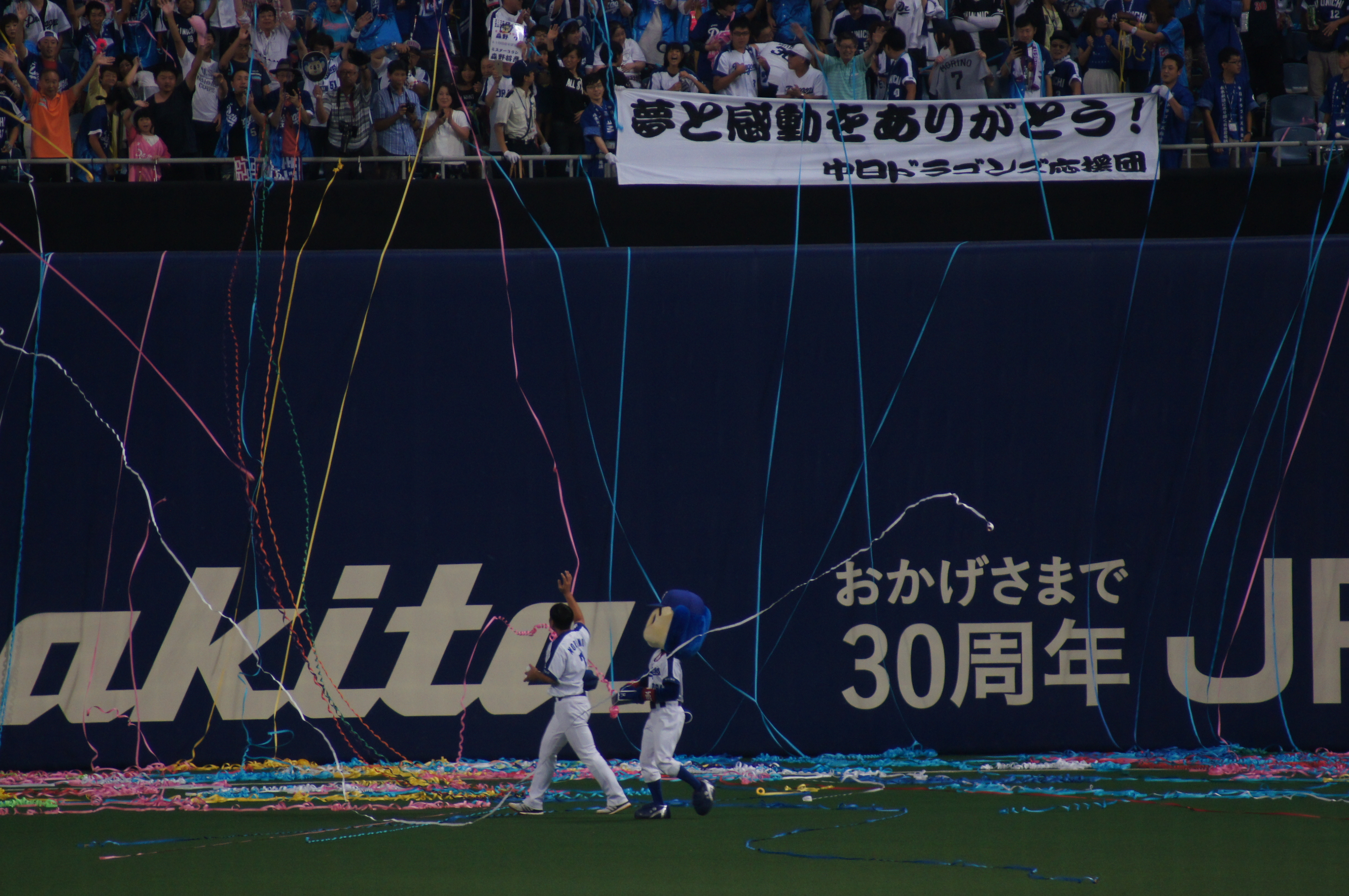
ナゴヤドームを1周しファンの声援に応える

### 第一次中日コーチ時代
2017年10月31日、二軍打撃コーチへの就任が発表された。背番号は75。
2018年3月29日、現役時代に名古屋国税局の税務調査を受け、2013年までの3年間で約4000万円の申告漏れを指摘されていたことが報道された。家族との外食費や衣服の購入費などを必要経費として差し引き、事業所得を少なく申告しており、追徴課税額は約1800万円とみられる。報道時点では税の納付が終わっている。2019年限りでコーチを退任したことを機に、新人選手時代から23シーズンにわたって在籍してきた中日ドラゴンズを退団。

### 中日退団後
2019年度のシーズンオフから中日スポーツの野球評論家や中京テレビ・テレビ愛知・東海ラジオの野球解説者として活動している（CBCテレビやJ SPORTSでも野球解説者をすることがある）。

### 第二次中日コーチ時代
2021年、10月29日に翌年から中日の一軍打撃コーチに就任することが発表された。背番号は78。同職を2年間務め、2024年は二軍打撃コーチに配置転換された。2025年からは再び一軍打撃コーチに戻り、更に作戦コーチも兼任する。

## 選手としての特徴・人物

### 打撃
プロ入り当初、村中秀人からはバットに球を乗せるような打ち方を藤井康雄に似ていると評されており、広角に本塁打を打てるとも評されていた。
2008年から2010年までの通算得点圏打率.384とチャンスに強く、3点本塁打が多かったことから「ミスター3ラン」の異名を持ち、特に2007年はレギュラーシーズンで18本中8本、ポストシーズンで2本中1本、2007年までの通算55本中19本が3点本塁打であった。外角球を苦手としていた一方で、内角球を得意とした。
左投手の変化球を苦手とし、対左打率が3割を越えたシーズンが無かった。2008年から2010年までの通算の対右打率.332に対し、対左では.267しか残せていなく、特に2010年は右投手に打率.373と高打率を残したのに対し、左投手には打率.255と低迷した。統一球が導入された2011年からも通算対右打率.263に対し、対左では.195と低迷していた。

### 守備・走塁
一塁到達4.25秒程度の走力を備えていた。
守備では内外野すべてのポジションを守った。入団当初は遊撃手だったが、中堅時代では主に三塁手や一塁手、外野手、二塁手として起用されていた。内・外野用のグラブを遠征でも持参していたため、三塁手専任となった2009年シーズンで初めて一塁手を守った6月10日の東北楽天ゴールデンイーグルス戦でも自分のファーストミットで守備に就いた。2005年頃から三塁手としての出場機会が増えたが、2007年からは中村紀洋の加入もあり外野手としての出場機会が増え、中村が退団した2009年から再び三塁手でのスタメンに戻った。2010年途中からは三塁手でスタメン、終盤は守備固めで一塁手に回るといった形となった。中村の退団により本格的に三塁手専任となった2009年以降はそれまでの外野でのプレーが内野守備の妨げになり（本人いわく外野と内野のスローイングの違いによるものだという）、失策が増えた。2010年には三塁手最多の失策こそ記録したものの、両リーグトップのUZR17を記録。2012年も守備イニング500以上の三塁手で両リーグ2位のUZR7.4を記録した。

### 背番号の遍歴
森野は入団から引退まで21年間、中日ドラゴンズ一筋だったものの、背番号を7回変更し、合計6つもの番号を背負った選手である（その後、コーチとしても2つの背番号を背負っている）。入団直後は「56」を与えられたものの、その直後当時の監督の星野仙一の意向より、高卒ドラフト2位入団ながら「7」に変更された。1999年7月に李鍾範の希望で、自身と李の番号を入れ替え、「8」に変更。2001年のシーズン途中、トレードで加入した波留敏夫に「8」を着けさせたい球団の意向から、トレードで移籍した山田博士の「16」に変更。その後、2004年の落合博満監督就任時、「16は投手がつける番号」との意向から、波留の退団後に着けていた森岡良介を「45」に変更させたうえで自身は「8」に再び変更。2006年は、ドラフト1位で入団した平田良介に「8」を着けさせたい球団の意向から、当時の空き番号から幼少期に憧れていた掛布雅之（阪神タイガース）と同じ「31」に変更。2009年オフに落合監督から、引退した立浪和義の「3」への変更を指示されるも「荷が重い」として固辞したが、その時すでに中川裕貴が「31」を着けることが決まっていたため、「30」に変更。2014年には原点に立ち返りたいという森野自身の意向から、山﨑武司が引退して空いた「7」に再び変更した。なお、本人のお気に入りの番号は「16」で、思い入れのある番号は「31」。

### その他
バットとグラブはZETT製のものを使用していた。
中日のマスコットであるドアラとは親友で、顔が似ていると言われている。

## 詳細情報

### 年度別打撃成績
| 年 度      | 球 団      | 試 合 | 打 席 | 打 数 | 得 点 | 安 打 | 二 塁 打 | 三 塁 打 | 本 塁 打 | 塁 打 | 打 点 | 盗 塁 | 盗 塁 死 | 犠 打 | 犠 飛 | 四 球 | 敬 遠 | 死 球 | 三 振 | 併 殺 打 | 打 率 | 出 塁 率 | 長 打 率 | O P S |
| ---------- | ---------- | ----- | ----- | ----- | ----- | ----- | -------- | -------- | -------- | ----- | ----- | ----- | -------- | ----- | ----- | ----- | ----- | ----- | ----- | -------- | ----- | -------- | -------- | ----- |
| 1997       | 中日       | 13    | 22    | 22    | 2     | 3     | 1        | 0        | 1        | 7     | 1     | 0     | 0        | 0     | 0     | 0     | 0     | 0     | 8     | 2        | .136  | .136     | .318     | .455  |
| 2000       | 中日       | 28    | 46    | 45    | 3     | 7     | 0        | 1        | 2        | 15    | 6     | 0     | 0        | 0     | 1     | 0     | 0     | 0     | 9     | 0        | .156  | .152     | .333     | .486  |
| 2001       | 中日       | 40    | 59    | 58    | 4     | 11    | 3        | 0        | 0        | 14    | 2     | 0     | 0        | 0     | 0     | 1     | 0     | 0     | 13    | 1        | .190  | .203     | .241     | .445  |
| 2002       | 中日       | 84    | 211   | 191   | 20    | 43    | 12       | 0        | 5        | 70    | 14    | 0     | 1        | 4     | 0     | 15    | 3     | 1     | 42    | 4        | .225  | .285     | .366     | .652  |
| 2003       | 中日       | 89    | 239   | 225   | 30    | 61    | 11       | 0        | 6        | 90    | 33    | 1     | 0        | 2     | 0     | 12    | 0     | 0     | 36    | 4        | .271  | .308     | .400     | .708  |
| 2004       | 中日       | 80    | 180   | 162   | 14    | 44    | 8        | 1        | 4        | 66    | 21    | 0     | 1        | 2     | 2     | 14    | 3     | 0     | 34    | 2        | .272  | .326     | .407     | .733  |
| 2005       | 中日       | 118   | 388   | 358   | 42    | 96    | 26       | 1        | 9        | 151   | 46    | 2     | 1        | 1     | 2     | 25    | 3     | 2     | 70    | 11       | .268  | .318     | .422     | .740  |
| 2006       | 中日       | 110   | 469   | 428   | 58    | 120   | 19       | 0        | 10       | 169   | 52    | 0     | 1        | 8     | 5     | 26    | 2     | 2     | 53    | 8        | .280  | .321     | .395     | .716  |
| 2007       | 中日       | 142   | 607   | 530   | 75    | 156   | 29       | 2        | 18       | 243   | 97    | 1     | 3        | 8     | 6     | 59    | 8     | 4     | 93    | 14       | .294  | .366     | .458     | .824  |
| 2008       | 中日       | 96    | 412   | 358   | 63    | 115   | 25       | 1        | 19       | 199   | 59    | 1     | 0        | 3     | 5     | 46    | 0     | 0     | 60    | 4        | .321  | .394     | .556     | .950  |
| 2009       | 中日       | 144   | 632   | 546   | 83    | 158   | 42       | 3        | 23       | 275   | 109   | 4     | 1        | 1     | 5     | 72    | 2     | 8     | 95    | 12       | .289  | .377     | .504     | .881  |
| 2010       | 中日       | 144   | 626   | 547   | 85    | 179   | 45       | 2        | 22       | 294   | 84    | 2     | 3        | 2     | 7     | 64    | 4     | 6     | 77    | 16       | .327  | .399     | .537     | .936  |
| 2011       | 中日       | 142   | 595   | 508   | 46    | 118   | 19       | 0        | 10       | 167   | 45    | 0     | 0        | 13    | 5     | 64    | 1     | 5     | 89    | 9        | .232  | .321     | .329     | .650  |
| 2012       | 中日       | 124   | 494   | 434   | 45    | 108   | 23       | 1        | 6        | 151   | 50    | 1     | 0        | 4     | 4     | 49    | 1     | 3     | 68    | 13       | .249  | .327     | .348     | .674  |
| 2013       | 中日       | 134   | 457   | 399   | 53    | 114   | 20       | 1        | 16       | 184   | 51    | 1     | 0        | 2     | 2     | 54    | 0     | 0     | 61    | 10       | .286  | .369     | .461     | .830  |
| 2014       | 中日       | 141   | 588   | 507   | 64    | 146   | 34       | 0        | 13       | 219   | 86    | 3     | 0        | 5     | 6     | 69    | 2     | 1     | 66    | 20       | .288  | .370     | .432     | .802  |
| 2015       | 中日       | 82    | 252   | 206   | 25    | 54    | 8        | 0        | 0        | 62    | 10    | 2     | 0        | 3     | 3     | 37    | 1     | 3     | 38    | 0        | .262  | .378     | .301     | .678  |
| 2016       | 中日       | 68    | 170   | 142   | 14    | 38    | 6        | 0        | 1        | 47    | 15    | 0     | 0        | 0     | 0     | 26    | 0     | 2     | 24    | 1        | .268  | .388     | .331     | .719  |
| 2017       | 中日       | 22    | 48    | 41    | 4     | 10    | 2        | 0        | 0        | 12    | 1     | 0     | 1        | 2     | 0     | 5     | 0     | 0     | 3     | 1        | .244  | .366     | .293     | .659  |
| 通算：19年 | 通算：19年 | 1801  | 6495  | 5707  | 730   | 1581  | 333      | 13       | 165      | 2435  | 782   | 18    | 12       | 60    | 53    | 638   | 30    | 37    | 939   | 132      | .277  | .351     | .427     | .778  |

- 各年度の太字はリーグ最高

### 年度別守備成績
内野守備
| 年 度 | 一塁  | 一塁  | 一塁  | 一塁  | 一塁  | 一塁     | 二塁  | 二塁  | 二塁  | 二塁  | 二塁  | 二塁     | 三塁  | 三塁  | 三塁  | 三塁  | 三塁  | 三塁     | 遊撃  | 遊撃  | 遊撃  | 遊撃  | 遊撃  | 遊撃     |
| 年 度 | 試 合 | 刺 殺 | 補 殺 | 失 策 | 併 殺 | 守 備 率 | 試 合 | 刺 殺 | 補 殺 | 失 策 | 併 殺 | 守 備 率 | 試 合 | 刺 殺 | 補 殺 | 失 策 | 併 殺 | 守 備 率 | 試 合 | 刺 殺 | 補 殺 | 失 策 | 併 殺 | 守 備 率 |
| ----- | ----- | ----- | ----- | ----- | ----- | -------- | ----- | ----- | ----- | ----- | ----- | -------- | ----- | ----- | ----- | ----- | ----- | -------- | ----- | ----- | ----- | ----- | ----- | -------- |
| 1997  | -     | -     | -     | -     | -     | -        | -     | -     | -     | -     | -     | -        | -     | -     | -     | -     | -     | -        | 9     | 10    | 15    | 4     | 2     | .862     |
| 2000  | -     | -     | -     | -     | -     | -        | -     | -     | -     | -     | -     | -        | -     | -     | -     | -     | -     | -        | 11    | 10    | 20    | 2     | 3     | .938     |
| 2001  | -     | -     | -     | -     | -     | -        | 10    | 10    | 17    | 0     | 2     | 1.000    | 3     | 0     | 0     | 0     | 0     | ----     | -     | -     | -     | -     | -     | -        |
| 2002  | -     | -     | -     | -     | -     | -        | 44    | 84    | 79    | 2     | 14    | .988     | 14    | 5     | 11    | 1     | 0     | .941     | 17    | 14    | 32    | 4     | 3     | .920     |
| 2003  | 12    | 66    | 8     | 0     | 8     | 1.000    | 27    | 35    | 57    | 1     | 12    | .989     | 13    | 2     | 6     | 0     | 0     | 1.000    | 41    | 59    | 81    | 5     | 15    | .966     |
| 2004  | 35    | 184   | 10    | 3     | 26    | .985     | -     | -     | -     | -     | -     | -        | 3     | 3     | 3     | 0     | 1     | 1.000    | 1     | 0     | 2     | 0     | 0     | 1.000    |
| 2005  | 7     | 14    | 0     | 0     | 0     | 1.000    | -     | -     | -     | -     | -     | -        | 69    | 33    | 120   | 4     | 11    | .975     | -     | -     | -     | -     | -     | -        |
| 2006  | 7     | 15    | 2     | 0     | 0     | 1.000    | 35    | 72    | 104   | 1     | 23    | .994     | 87    | 64    | 137   | 6     | 7     | .971     | -     | -     | -     | -     | -     | -        |
| 2007  | 11    | 26    | 1     | 0     | 3     | 1.000    | 33    | 86    | 86    | 3     | 21    | .983     | 40    | 16    | 31    | 2     | 2     | .959     | 2     | 0     | 0     | 0     | 0     | .---     |
| 2008  | 3     | 2     | 0     | 0     | 1     | 1.000    | 2     | 8     | 2     | 0     | 0     | 1.000    | 60    | 23    | 42    | 2     | 5     | .970     | -     | -     | -     | -     | -     | -        |
| 2009  | 6     | 23    | 3     | 0     | 1     | 1.000    | -     | -     | -     | -     | -     | -        | 141   | 100   | 254   | 25    | 17    | .934     | -     | -     | -     | -     | -     | -        |
| 2010  | 29    | 54    | 3     | 0     | 11    | 1.000    | -     | -     | -     | -     | -     | -        | 143   | 97    | 283   | 19    | 31    | .952     | -     | -     | -     | -     | -     | -        |
| 2011  | 41    | 66    | 7     | 0     | 5     | 1.000    | -     | -     | -     | -     | -     | -        | 140   | 110   | 252   | 12    | 17    | .968     | -     | -     | -     | -     | -     | -        |
| 2012  | 69    | 277   | 26    | 0     | 33    | 1.000    | -     | -     | -     | -     | -     | -        | 106   | 54    | 151   | 4     | 9     | .981     | -     | -     | -     | -     | -     | -        |
| 2013  | 62    | 368   | 22    | 1     | 32    | .997     | 56    | 117   | 134   | 3     | 20    | .988     | 17    | 6     | 24    | 0     | 1     | 1.000    | -     | -     | -     | -     | -     | -        |
| 2014  | 138   | 1160  | 92    | 6     | 118   | .995     | 3     | 3     | 2     | 0     | 1     | 1.000    | -     | -     | -     | -     | -     | -        | -     | -     | -     | -     | -     | -        |
| 2015  | 67    | 458   | 43    | 1     | 31    | .998     | -     | -     | -     | -     | -     | -        | 3     | 2     | 7     | 1     | 0     | .900     | -     | -     | -     | -     | -     | -        |
| 2016  | 35    | 220   | 18    | 1     | 19    | .996     | -     | -     | -     | -     | -     | -        | 3     | 0     | 3     | 3     | 1     | .500     | -     | -     | -     | -     | -     | -        |
| 2017  | 8     | 55    | 10    | 1     | 4     | .985     | -     | -     | -     | -     | -     | -        | -     | -     | -     | -     | -     | -        | -     | -     | -     | -     | -     | -        |
| 通算  | 530   | 2988  | 245   | 13    | 292   | .995     | 210   | 415   | 481   | 10    | 93    | .989     | 842   | 515   | 1324  | 79    | 102   | .959     | 81    | 93    | 150   | 15    | 23    | .942     |

外野守備
| 年 度 | 外野  | 外野  | 外野  | 外野  | 外野  | 外野     |
| 年 度 | 試 合 | 刺 殺 | 補 殺 | 失 策 | 併 殺 | 守 備 率 |
| ----- | ----- | ----- | ----- | ----- | ----- | -------- |
| 2004  | 19    | 18    | 0     | 0     | 0     | 1.000    |
| 2005  | 47    | 45    | 3     | 2     | 0     | .960     |
| 2006  | 7     | 3     | 0     | 0     | 0     | 1.000    |
| 2007  | 99    | 156   | 4     | 1     | 0     | .994     |
| 2008  | 81    | 134   | 2     | 2     | 0     | .986     |
| 通算  | 253   | 356   | 9     | 5     | 0     | .986     |

- 各年度の太字はリーグ最高
- 太字年はゴールデングラブ賞受賞

### 表彰
- ベストナイン：1回（三塁手部門：2010年）
- ゴールデングラブ賞：1回（一塁手部門：2014年）
- 月間MVP：1回（打者部門：2011年7月）
- 月間サヨナラ賞：1回（2012年5月）
- 日本シリーズ優秀選手賞：1回（2007年）
- オールスターゲーム優秀選手賞：1回（2007年第1戦）[20]
- オールスターゲーム・ベストバッター賞：1回（2010年第1戦）
- ヤナセ・がんばれドラゴンズMIP賞：1回（2007年）

### 記録
初記録
- 初出場：1997年6月24日、対広島東洋カープ12回戦（広島市民球場）、6回裏に鳥越裕介に代わり遊撃手で出場
- 初打席：同上、8回表に黒田博樹の前に空振り三振
- 初先発出場：1997年8月29日、対ヤクルトスワローズ22回戦（ナゴヤドーム）、8番・遊撃手で先発出場
- 初安打・初本塁打・初打点：同上、3回裏にテリー・ブロスから右越ソロ
- 初盗塁：2003年10月7日、対横浜ベイスターズ28回戦（横浜スタジアム）、1回表に二盗（投手：斎藤隆、捕手：中村武志）

節目の記録
- 100本塁打：2010年4月13日、対横浜ベイスターズ4回戦（ナゴヤドーム）、8回裏に牛田成樹から右越2ラン ※史上260人目
- 1000試合出場：2010年6月5日、対千葉ロッテマリーンズ4回戦（ナゴヤドーム）、3番・三塁手で先発出場 ※史上436人目
- 1000本安打：2011年4月16日、対阪神タイガース2回戦（ナゴヤドーム）、6回裏に榎田大樹から左前安打 ※史上263人目
- 150本塁打：2013年9月5日、対広島東洋カープ20回戦（MAZDA Zoom-Zoom スタジアム広島）、8回表今村猛から右越2ラン ※史上158人目
- 1500試合出場：2014年4月11日、対広島東洋カープ4回戦（MAZDA Zoom-Zoom スタジアム広島）、5番・一塁手で先発出場 ※史上181人目
- 300二塁打：2014年7月10日、対東京ヤクルトスワローズ12回戦（明治神宮野球場）、1回表にクリス・ナーブソンから右越適時二塁打 ※史上61人目
- 1500本安打：2015年6月27日、対広島東洋カープ9回戦（MAZDA Zoom-Zoom スタジアム広島）、3回表に前田健太から右前安打 ※史上118人目

その他の記録
- オールスターゲーム出場：2回（2007年[19][20]、2010年）
- 日本シリーズゲーム最多死球：2（2004年第2戦）

### 背番号
- 56（1997年の入団発表時のみ）
- 7（1997年 - 1999年7月、2014年 - 2017年）
- 8（1999年7月 - 2001年4月、2004年 - 2005年）
- 16（2001年4月 - 2003年）
- 31（2006年 - 2009年、2008年北京オリンピック）
  - 29（2007年アジア野球選手権大会）
- 30（2010年 - 2013年）
- 75（2018年 - 2019年）
- 78（2022年 - ）

### 登場曲
- 「Feel fine!」倉木麻衣（2002年）
- 「Something For The Pain」Bon Jovi（2004年）
- 「To All Tha Dreamers」SOUL'd OUT（2005年 - 2008年）
- 「ブルーバード」いきものがかり（2009年）
- 「逢いたい」ゆず（2010年）
- 「アゲイン2」ゆず（2011年、平日のみ）
- 「Anything Goes!」大黒摩季（2011年、土曜・休日）
- 「Get Wild」TM NETWORK（2012年、奇数打席）
- 「SEVEN DAYS WAR」TM NETWORK（2012年、偶数打席）
- 「One day」The ROOTLESS（2013年）
- 「HANDS UP!」新里宏太（2014年 - 2015年シーズン途中）
- 「fanfare」Mr.Children（2015年シーズン途中 - 2017年）

## 関連情報

### 出演番組
- 『スポーツスタジアム魂』（中京テレビ、2019年 - 、不定期）

### CM出演
- 愛昇殿

### 著書
- 『使いこなされる力。 名将たちが頼りにした、“使い勝手”の真髄とは。』（2020年10月30日、講談社、ISBN 978-4065212257）